# Quando os Adams Saíram de Férias
Let's go play at the Adams' é um livro de Mendal W. Johnson, autor norte-americano, de 1974.

## Sinopse
Conta a história de Barbara, uma babá norte-americana de 19 anos que se encontra nas mãos de cinco adolescentes, dois do qual ela foi contratada para cuidar. Era um jogo, que se baseava em maltratá-la, a submetê-la a situações precárias, o jogo chamava-se "Libedade 5".
À medida que as crianças começavam a aceitar tal violência como um fato normal, a fantasia transforma-se em horror. A jovem passa a sofrer toda espécie de degradações como fome, tortura e violência sexual. Sua vida agora corre perigo.